# Католицьке скаутство Європи
Католицьке скаутство Європи в Україні - це українська молодіжна громадська організація, яка є членом міжнародної Федерації скаутів Європи (UIGSE-FSE).
Католицьке скаутство Європи - це організація, яка, доповнюючи сімейне виховання, сприяє всебічному релігійному та патріотичному вихованню молоді за скаутською методикою Бейдена Пауела та Блаженного о.Якуба Севіна. 
Мета організації - виховання молодих людей у різних аспектах їхнього життя і допомогти їм стати свідомими, відповідальними і повновартісними особистостями, громадянами місцевої та міжнародної спільноти. Організація розвиває духовні, інтелектуальні, соціальні та фізичні здібності дітей та молоді і передає знання і розуміння християнської віри, історії та культури.
Українська асоціація “Католицьке скаутство Європи (КСЄ)” є членом UIGSE-FSE з 2021 р. Вона була офіційно зареєстрована як громадянська організація відповідно до українського законодавства 6 червня 2016 р.

## UIGSE-FSE
UIGSE-FSE - це міжнародна релігійна скаутська організація, об'єднує асоціації у 27 країнах світу. Вже понад 60 років вона сприяє братерству між країнами і налічує понад 73000 дітей, підлітків і волонтерів.
Сьогодні UIGSE-FSE – це також велика громадська організація, котра об’єднує успішних та цілеспрямованих людей, які реалізували чи реалізовують себе у світському житті, та є хорошим прикладом для молодих. У Західній Європі Католицьке скаутство Європи – це «міжнародний бренд», «знак якості та вишколу», «організація, де зустрічаються покоління», оскільки є тисячі сімей, в яких дідусь, батько і син є скаутами. Саме через вагому результати педагогічної діяльності ми маємо дорадчий голос у Раді Європи та користуємося підтримкою Європейського союзу.

## Історія
Організація зі штаб-квартирою у Франції була заснована в 1956 році групою німецьких і французьких католицьких скаутмейстерів як релігійний скаутський рух з метою примирення європейських народів після Другої світової війни.
Усі асоціації, координовані Федерацією скаутів Європи, практикують традиційний скаутинг на освітніх засадах, встановлених Робертом Бейденом-Пауелом.
Традицію католицького скаутингу започаткували отець Жак Севін, граф Маріо ді Карпенья, професор Жан Корбізьє та інші. Федерація скаутів Європи (FSE) була заснована в Європі в 1956 році як європейська католицька скаутська організація в Кельні, Німеччина. З 1962 по 1968 рік під керівництвом Періга та Лізіга Геро-Кераод FSE переглянула статут асоціації, склала Хартію природних і християнських принципів європейського скаутингу та розробила новий федеральний статут. Статут прийняв його нинішню назву та визнав його «належність до Католицької Церкви». У 2003 році Папська рада у справах мирян Святого Престолу надала організації терміном на п’ять років визнання статусу Приватної міжнародної асоціації вірних Папського права, а в 2008 році вона надала організації Декрет про визнання.

## Методика
Основною метою організації є надання кожній молодій людині засобів для розвитку особистості у всіх її вимірах через 5 цілей:
- Здоров’я та фізичний розвиток

Життя на природі дозволяє знайти баланс життя в гармонії з природою. Скаутинг вчить молодих людей поважати та контролювати своє тіло за допомогою здорових фізичних вправ. Кожна молода людина також заохочується до протистояння вживанню тютюну, алкоголю, та помірного використання гаджетів.
- Техніка

Скаутська спільнота є місцем, де все здобувається не у теоретичний спосіб, а у практиці. Вона зіштовхує молоду людину з реальністю, спонукає її до дії, вчить передбачати і приймати відповідні рішення: пакувати валізу, ставити намет, будувати зручні приміщення, розводити вогнище і готувати їжу в будь-яку погоду, виготовляти кухонне приладдя та орієнтуватися на місцевості.
- Формування характеру

скаутинг розвиває якості, необхідні для формування особистості: мужність, волю, наполегливість, скромність і впевненість у собі. Вона вчить радості життя, а також має на меті навчити молодь розвинути власні переконання та критичне мислення.
- Служіння

Скаутинг – це школа самопожертви та служіння. Молоді люди вчаться бути уважними, щоб бути відкритими до потреб інших, особливо до найбільш вразливих. Він має на меті заохочувати творити добрий вчинок, згідно зі своєю вірою та присягою. Кожен має можливість відкрити, що служіння іншим і загальному благу веде до справжньої радості.
- Духовне життя

Скаутинг допомагає кожній молодій людині особисто зустрітися з Христом і розпізнати присутність Бога в навколишньому світі, дозволяє кожному зростати у вірі у власному темпі, у світлі Євангелія та вчення Католицької Церкви. Молода людина вчиться відкривати, ким вона є і розпізнавати своє покликання.
Виховання молоді через молодь
Молоді люди є відповідальними одні за одних. Дотримуючись принципів скаутингу, Католицьке скаутство Європи будують свою діяльність на принципах взаємонавчання та волонтерства: немає ні оплачуваних вихователів чи персоналу, оскільки діти повинні навчитися самостійності. У кожній групі найдосвідченіші допомагають найменшим.
Лідери, залучені до виховання дітей, намагаються бути носіями скаутського ідеалу, який вони самі обрали для життя. Вони отримують якісну підготовку в повній відповідності зі скаутськими цінностями, беруть участь у вишкільких таборах та обмінюються досвідом з більш досвідченими провідниками.

## Вікові групи
Скаутська методика адаптована під різні вікові групи, для того щоб направду дати кожному те, чого він потребує, в залежності від світосприйняття.
Вовченята (8-12 років) - “Я та інші”.
Вовченята навчаються граючи. Головна ціль виховання цієї категорії є розвиток особистості дітей через дух спільноти, набуття ручних та фізичних навичок, скерування на духовний розвиток, таким чином готуючи дитину до підліткового віку та її майбутнього життя. Діяльність вовченят побудована навколо уяви Редьярда Кіплінга “Книга Джунглів”.
Скаути і скаутки (12-16 років) - “Я разом з іншими”
Це головна і найактивніша пора у скаутстві, в основу якої покладено життя в спільноті. Її основна структура — це невеличкі групки з 4-8 осіб (гуртки), які навчаються, змагаються, подорожують і, власне, вчаться жити в маленькому соціумі. Виховання відбувається через навчання та ігри, переважно на природі. Саме тут формуються моральні чесноти і поглиблюється духовне життя. 
Мандівники та мандрівниці (16 років і більше) - “Я для інших”
Головною ціллю педагогіки найстаршої групи є допомогти особі активізувати життєве покликання. На порозі дорослого життя це час для роздумів та особистого навчання на технічному, особистісному та духовному рівнях, щоб закласти основи для головного вибору свого життя.
Стиль життя мандрівників та мандрівниць - дорога та служіння іншим.